# Remco Campert

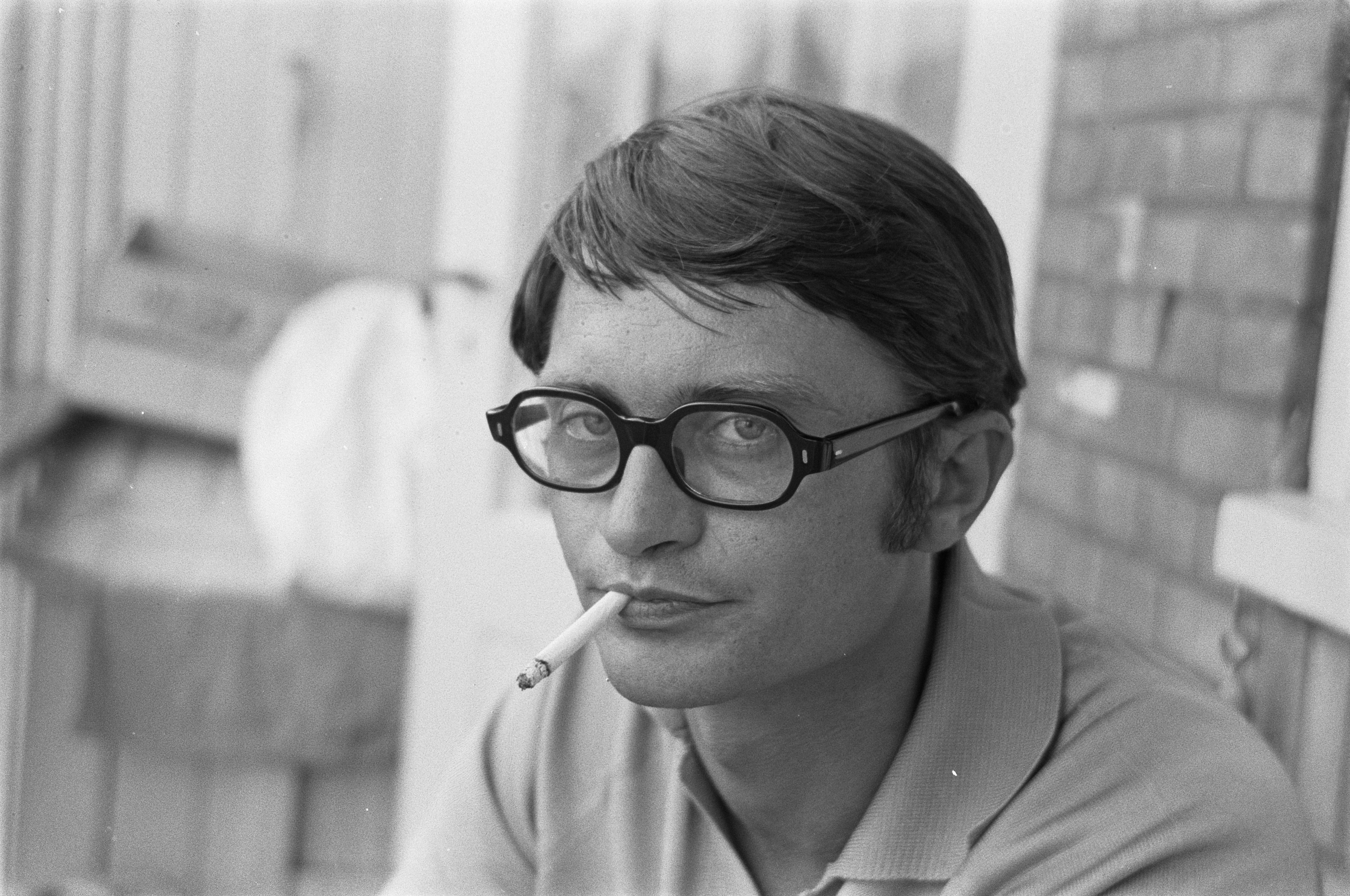
Campert in 1963

Remco Wouter Campert (’s-Gravenhage, 28 juli 1929 – Amsterdam, 4 juli 2022) was een Nederlands dichter, columnist en schrijver van verhalen en romans. Hij maakte deel uit van de literaire stroming van de Vijftigers. In 1976 won hij de P.C. Hooft-prijs voor zijn poëzie en in 2015 de Prijs der Nederlandse Letteren voor zijn literaire oeuvre.

## Biografie
Zijn vader was de dichter Jan Campert, auteur van onder andere het gedicht Het lied der achttien dooden. Zijn moeder was actrice Joekie Broedelet, bekend van onder andere de gastrollen die ze op latere leeftijd speelde bij Van Kooten en De Bie. Zij gingen uit elkaar toen Campert drie jaar was, waarna hij afwisselend bij een van hen en bij zijn grootouders woonde, tot hij in 1942 werd ondergebracht bij een pleeggezin. Toen de wijk waarin ze woonden door de Duitsers werd afgebroken, vertrok het gezin naar Epe, waar Campert de mulo bezocht. Het was ook in Epe dat hij in 1943 hoorde dat zijn vader op 40-jarige leeftijd in het concentratiekamp Neuengamme was overleden. Na de oorlog ging hij met zijn moeder in Amsterdam wonen en volgde daar het gymnasium aan het Amsterdams Lyceum. Na te zijn blijven zitten en enorm veel spijbelen werd Remco van school gestuurd. 
Nadat Campert het lyceum verlaten had, voorzag hij een paar jaar in zijn levensonderhoud met het schrijven van reclameteksten en het maken van vertalingen. In 1950 probeerde hij in Parijs op straat zijn bundeltje Ten lessons with Timothy te slijten, gebaseerd op het gelijknamige album van Dizzy Gillespie (oplage 25 stuks).
Voorjaar 1950 richtte hij met Rudy Kousbroek het tijdschrift Braak op. In juli van hetzelfde jaar werd de redactie uitgebreid met Lucebert en Bert Schierbeek. Net als het door Simon Vinkenoog opgerichte blad Blurb fungeerde Braak als platform voor experimentele dichters. Na het verschijnen van de bloemlezing Atonaal in 1951, onder redactie van Vinkenoog, werden de deelnemende dichters, onder wie ook Gerrit Kouwenaar, Jan Elburg en Hugo Claus, aangeduid als de Vijftigers. Hoewel ze zichzelf niet als groep zagen en geen manifest publiceerden of gemeenschappelijke visie op literatuur hadden, waren zij allen in verzet tegen de literaire traditie en deelden zij het besef dat een nieuwe poëzie aan het ontstaan was. Campert was de minst experimentele dichter en gold als "de meest verstaanbare Vijftiger".

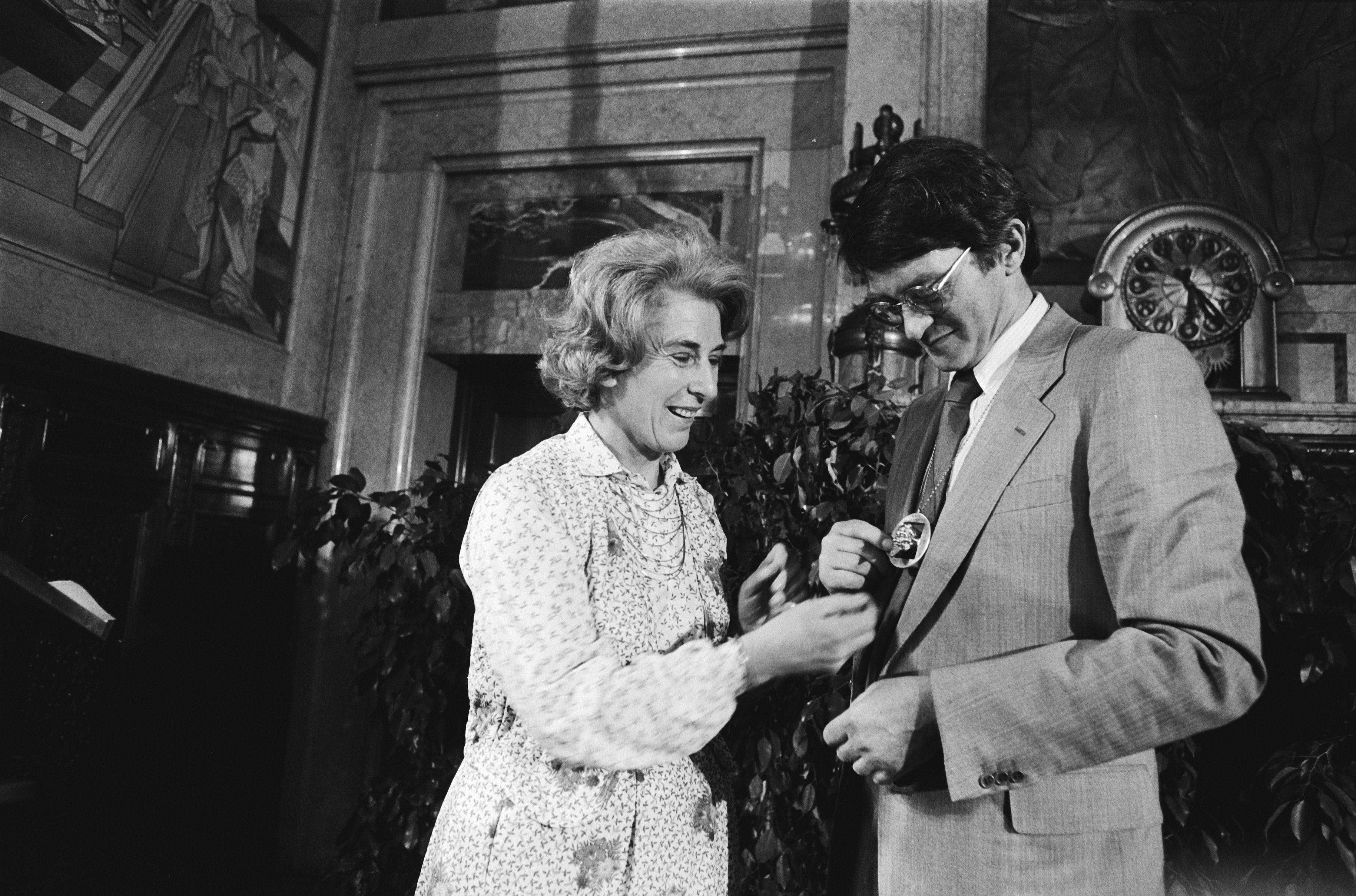
Campert krijgt de P.C. Hooft-prijs 1976 van minister Gardeniers

Begonnen als dichter, ging hij in de jaren vijftig uit geldgebrek cursiefjes schrijven voor tijdschriften als Podium, Vrij Nederland, Tirade en de krant Het Parool. In de jaren zestig werden zijn verhalen steeds langer en publiceerde hij ook romans. Zijn werk bevat veel autobiografische elementen en is vaak cynisch of ironisch. In de jaren zeventig voelde hij een fysieke afkeer van het schrijven en publiceerde hij vrijwel niets nieuws. Wel ontving hij in 1976 de P.C. Hooft-prijs voor zijn poëzie. In het juryrapport staat hierover: "Het hele poëtische oeuvre van Remco Campert overziend, is de jury onder de indruk gekomen van de persoonlijke kroniek van de jaren 1950-1970 die erin is neergeschreven. De hachelijke en belachelijke feiten van deze levensperiode zijn door de dichter onvergetelijk geboekstaafd". Er kwam pas in 1979 een einde aan zijn schrijversblok met de dichtbundel Theater en de verhalen in Na de troonrede.
Zijn prozawerk is in Nederland populair bij een groot publiek, dankzij de grote toegankelijkheid van zijn werk. Met name Het leven is vurrukkulluk en Tjeempie! of Liesje in luiletterland, een persiflage op pornografische romans, waarin karikaturen van Nederlandse auteurs zijn verwerkt, komen veel voor op eindexamenlijsten van scholieren.
Zijn werk Het gangstermeisje werd in 1966 verfilmd door Frans Weisz. In 2018 regisseerde Weisz ook de verfilming van de roman Het leven is vurrukkulluk. Campert speelt zelf een kleine rol in deze film. In 1976 verscheen de film Alle dagen feest, een vierluik geregisseerd door Ate de Jong, Otto Jongerius, Paul de Lussanet en Orlow Seunke, gebaseerd op de verhalen Alle dagen feest, Een ellendige nietsnut, Hoe ik mijn verjaardag vierde en Op reis.

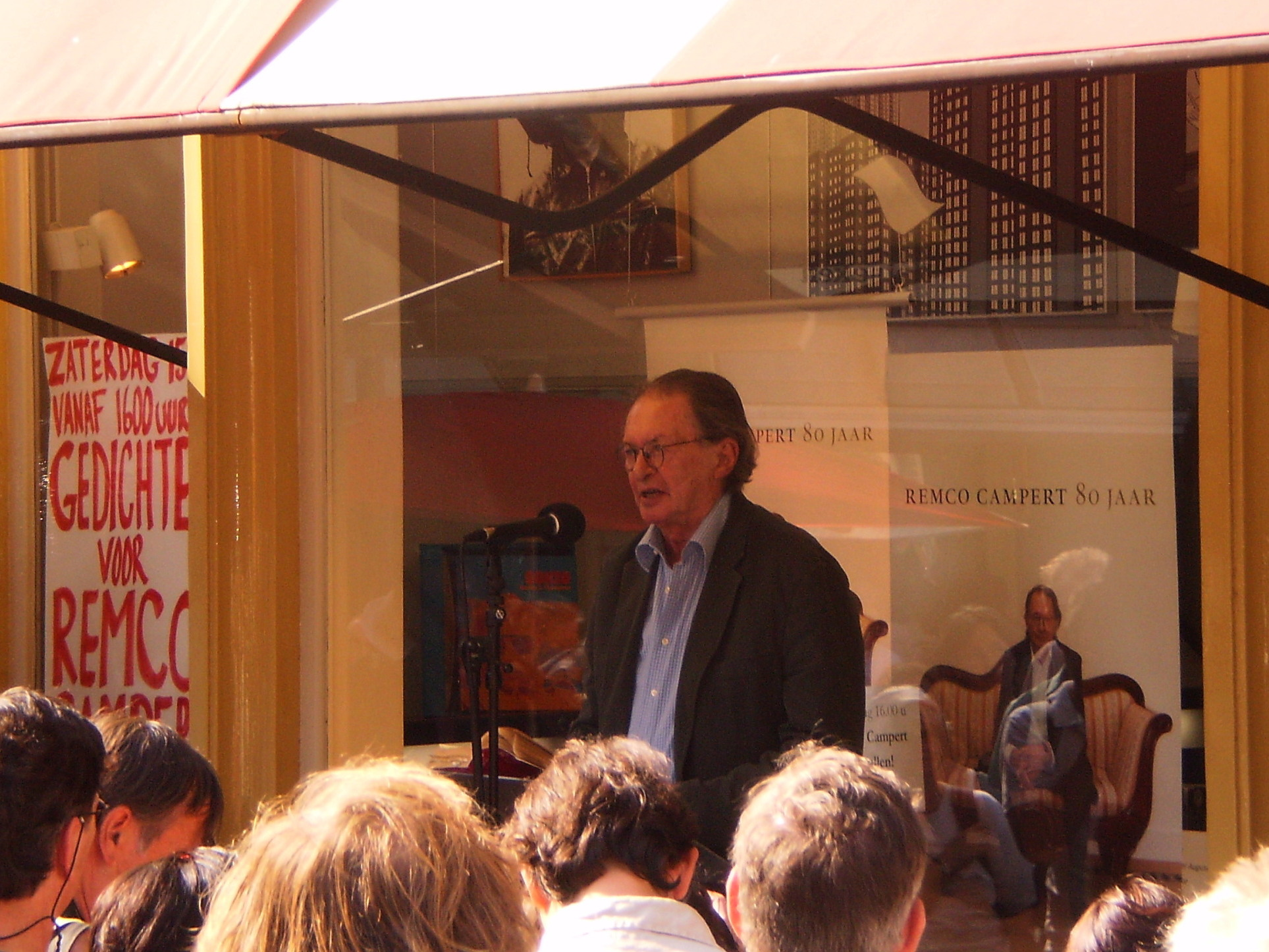
Remco Campert leest voor uit eigen werk op een gedichtenmiddag ter ere van zijn 80^{e} verjaardag. Athenaeum Boekhandel, Amsterdam, 15 augustus 2009

Van 1989 tot 1995 las Campert met Jan Mulder en Bart Chabot in theaters voor uit eigen werk. Bart Chabot deed mee tot en met 1991. Van 1996 tot 2006 schreef Campert samen met Mulder een gezamenlijke column op de voorpagina van de Volkskrant, CaMu getiteld, waaraan zij om beurten een bijdrage leverden. In juni 2014 begon Campert op de achterpagina van dezelfde krant een column over Somberman. Sinds 2016 schreef hij een column in Elsevier, getiteld 'Dagelijksheden'. De eerste serie columns zijn met eerder werk van Campert in Elsevier uit de jaren vijftig en zestig samen met het werk dat zijn vader Jan Campert schreef voor Elsevier gebundeld in het boek Campert & Campert (De Bezige Bij, maart 2017).
Ter gelegenheid van zijn lange verbintenis met uitgeverij De Bezige Bij werd in juni 2017 door Campert zelf een deel van zijn gedicht Iemand stelt een vraag onthuld, dat op de gevel van het hoofdkantoor van de uitgever was aangebracht, Campert op de gevel.
Op 6 maart 2018 liet zijn uitgever weten dat de toen 88-jarige Campert besloten had te stoppen met schrijven. Er zou geen medische reden zijn. Af en toe verschenen er in de Volkskrant nog wel 'notities' van zijn hand.

## Literair credo: poëzie als daad van bevestiging
Veel geciteerd is Camperts credo "Poëzie is een daad van bevestiging" uit 1955. Deze uitspraak is ontleend aan het essay The dyer's hand; poetry and the poetic process van de Britse dichter W.H. Auden. In de vertaling van A.L. Sötemann luidt de uitspraak: "In wezen is poëzie een bevestiging van het zijn en de belangrijkste negatieve reden om te schrijven is de angst voor het niet-zijn".
Nabij de hoek Sophialaan/Van Swietenstraat te Leeuwarden ligt een hardstenen tableau  van 100 bij 120 cm met het gedicht 'Ik wil wel' van Campert. Het is onderdeel van Poëzieroute Leeuwarden. Het gedicht kent drie strofen. In de laatste geeft Campert aan hoe hij zich voelt. 

geen delver
maar werper
van stenen, laatste
en eerste. Scherend
over aarde, daar
nesten mij bouwend
als zwaluw

## Privé
In 1952 trouwde hij met Freddy Rutgers. Ze woonden enige tijd in Parijs. Terug in Nederland ging Rutgers in 1954 samenwonen met Gerrit Kouwenaar. Campert trouwde op 20 december 1957 in Blaricum met Fritzi Harmsen van Beek. Hun woning in Blaricum werd een ontmoetingsplek voor schrijvers en dichters.
Eind 1958 ging het tweetal uit elkaar en Campert keerde terug naar Amsterdam. Nadat hij in 1960 met Lucia van de Berg zijn eerste kind, een dochter, kreeg, trouwde hij in 1961 met haar. In 1963 kreeg hij zijn tweede kind, dochter Cleo Campert. In 1964 verhuisden ze naar Antwerpen, vanwaar hij in 1966 alleen terugkeerde. Daar leerde hij galeriehoudster Deborah Wolf kennen, met wie hij tot 1980 samenleefde. Toen scheidden zich hun wegen, maar later kwamen zij weer samen en trouwden in 1996. Hij bleef met haar getrouwd tot het eind van zijn leven. 
Campert overleed in de nacht van 3 op 4 juli 2022 op 92-jarige leeftijd in Amsterdam.

### Proza
- 1953 - De oude dame
- 1953 - Eendjes voeren (verhalen)
- 1955 - Met man en muis
- 1955 - Alle dagen feest (verhalen)
- 1956 - Van de wijs (verhalen)
- 1956 - Lodewijk Sebastiaan (verhalen voor kinderen)
- 1958 - De jongen met het mes (verhalen)
- 1960 - Een ellendige nietsnut (verhalen)
- 1960 - Oome Loes
- 1961 - Het leven is vurrukkulluk
- 1962 - Het paard van ome Loeks (verhalen)
- 1963 - Liefdes schijnbewegingen
- 1964 - Nacht op de kale dwerg (verhalen)
- 1965 - Het gangstermeisje
- 1968 - Tjeempie! of Liesje in luiletterland (gepubliceerd onder de naam Remko Kampurt)
- 1968 - Fabeltjes vertellen (verhalen, eerder verschenen in Elsevier Weekblad)
- 1969 - Hoe ik mijn verjaardag vierde (verhalen)
- 1971 - Campert compleet (verzamelde verhalen)
- 1972 - James Dean en het verdriet (bloemlezing)
- 1972 - In het wilde weg
- 1973 - De jongen met het mes/Nacht op de kale dwerg (verhalen)
- 1974 - Op reis (met Willem Malsen)
- 1974 - Alle dagen feest (verhalen)
- 1974 - Basta het toverkonijn (verhalen kinderen)
- 1976 - Luister goed naar wat ik verzwijg (gedachten en aforismen, door Gerd De Ley)
- 1978 - Waar is Remco Campert? (verhalen)
- 1980 - Na de troonrede (verhalen)
- 1980 - De tijden (Haagse Post Kerstweekgeschenk)
- 1982 - Een beetje natuur (verhalen)
- 1983 - De Harm en Miepje Kurk story
- 1984 - Wie doet de koningin (Haagse Post-columns)
- 1984 - Kinderverhalen van Remco Campert (illustraties van Tineke Schinkel)
- 1985 - Somberman's actie (Boekenweekgeschenk)
- 1985 - Somberman's maandag (tekst van toespraak op het Boekenbal)
- 1985 - Zijn hoofd verliezen
- 1986 - Rustig
- 1986 - Tot Zoens (verhalen)
- 1987 - Eetlezen (verhalen)
- 1989 - Zachtjes neerkomen
- 1990 - Gouden dagen
- 1990 - Graag gedaan (columns en verhalen)
- 1991 - Campert compleet vervolg, verhalen 1971-1991
- 1991 - Dansschoenen
- 1993 - Het bijzettafeltje (columns)
- 1994 - Fiebelekwinten (toneelteksten met Jan Mulder)
- 1994 - Vele kleintjes
- 1995 - Ohi, hoho, bang, bang of Het lied van de vrijheid
- 1996 - De zomer van de zwarte jurkjes (verhalen)
- 1996 - Heet van de naald (kinderboek)
- 1996 - Oom Boos-Kusje en de kinderen (kinderboek) (illustraties van Poeka Veldman)
- 1997 - CaMu 1996 (columns)
- 1998 - CaMu 1997 (columns)
- 1998 - Een mooie jonge vriendin en andere belevenissen
- 1999 - CaMu 1998 (columns)
- 1999 - Familie-album (boekenweekessay, met Jan Mulder)
- 2000 - Als in een droom
- 2000 - CaMu 1999
- 2000 - De schrijver - Een literaire estafette (met Harry Mulisch, Gerrit Komrij, Adriaan van Dis, Maarten 't Hart, Marga Minco, Hugo Claus en Joost Zwagerman)
- 2001 - CaMu 2000 (columns)
- 2001 - Alle verhalen
- 2001 - De familie Kneupma
- 2001 - Beschreven Blad (Bijenkorf-boekenweekgeschenk)
- 2002 - CaMu 2001
- 2003 - De Lijst Mallebrootje. Drs. Mallebrootje en het jonge ding uit de achterban (columns)
- 2004 - CaMu 2003
- 2004 - Campert compleet
- 2004 - Schrijversleven
- 2004 - Een liefde in Parijs
- 2004 - Over mijn vader
- 2005 - Tien jaar Nederland (CaMu)
- 2006 - CaMu 2005
- 2006 - Een geschenk uit de hemel
- 2006 - Het satijnen hart
- 2007 - Een lach en een traan
- 2007 - Dagboek van een poes
- 2007 - De olifant die lui was
- 2008 - Het avontuur van Iks en Ei
- 2009 - De scholier
- 2010 - Om vijf uur in de middag
- 2010 - Mijn eenmanszaak (columns)
- 2012 - Het verband tussen de dingen ben ik zelf (columns)
- 2013 - Hôtel du Nord
- 2014 - Te vroeg in het seizoen (autobiografische schetsen - columns)
- 2017 - Campert & Campert
- 2019 - Dagelijksheden (columns)

### Poëzie
- 1950 - Ten lessons with Timothy
- 1951 - Vogels vliegen toch
- 1951 - Vierendelen (met Hans Andreus, Hugo Claus en Simon Vinkenoog)
- 1952 - Een standbeeld opwinden
- 1953 - Berchtesgaden
- 1955 - Met man en muis
- 1955 - Het huis waarin ik woonde
- 1959 - Bij hoog en bij laag
- 1962 - Dit gebeurde overal
- 1965 - Hoera, hoera
- 1968 - Mijn leven's liederen
- 1968 - Dit gebeurde overal/Hoera, hoera
- 1970 - Betere tijden
- 1976 - Alle bundels gedichten; 1951-1970
- 1979 - Theater
- 1983 - Scènes in Hotel Morandi
- 1984 - Drie vergeten gedichten
- 1984 - Amsterdamse dagen
- 1984 - Zeven vrijheden (gedichten bij etsen van Hannes Postma)
- 1985 - Dit gebeurde overal
- 1986 - Collega's
- 1988 - Een neger uit Mozambique (bloemlezing)
- 1988 - Toen ik je zag (gedichten bij foto's van Peter Dejong)
- 1992 - Rechterschoenen
- 1994 - Restbeelden: notities van Izegrim
- 1994 - Straatfotografie
- 1995 - Dichter (verzamelde gedichten)
- 1997 - Ode aan mijn jas
- 1999 - Rataplan / Lamento (bloemlezing van 32 gedichten met Indonesische vertaling)
- 2000 - Kus zoekt mond (bloemlezing)
- 2002 - Ja rozen (De mooiste liefdesgedichten, bloemlezing)
- 2004 - Over en weer (met Cees Nooteboom)
- 2006 - Acht waterschetsen (met foto's van Erwin Olaf)
- 2007 - Nieuwe herinneringen
- 2007 - Lamento (gesproken tekst op muziek van de Nederlandse jazzmuzikant Benjamin Herman, opgenomen op album Campert)[8]
- 2011 - Een oud geluid (gepubliceerd n.a.v. Gedichtendag 2011)
- 2012 - Poes is dood (uitgave in de MatchBoox-serie met artwork van Louis Gauthier)
- 2012 - De Bloem (uitgave in de MatchBoox-serie met artwork van Deborah Campert
- 2014 - Licht van mijn leven
- 2016 - Langs de Kaai (met Ysbrant, Demian, Antwerpen)
- 2018 - Open ogen
- 2019 - Mijn dood en ik (ISBN 9789403180809)
- 2022 - Iemand stelt de vraag (uitgave in de MatchBoox-serie met artwork van Herwolt van Doornen)

### Bibliofiele uitgaven
- 1950 - Ten lessons with Timothy (Amsterdam, eigen beheer; oplage 25 ex.)
- 1967 - De letter N (Amsterdam, Drukkerij Den Ouden)
- 1972 - Open plek (Voorburg, Bzztôh; oplage 100 ex.)
- 1973 - Musici (Amsterdam, J. Meijer; oplage 25 ex.)
- 1977 - Aan Breyten (Den Haag, Bzztôh; oplage 100 ex.)
- 1977 - Wandeling naar Parfondeval (Amsterdam, J. Meijer; oplage 25 ex.)
- 1979 - Processies (Amsterdam, d'Eendt; oplage 175 ex.)
- 1981 - Bioscoop (Amsterdam, Printshop; oplage 40 ex.)
- 1984 - Amsterdamse dagen (Amsterdam, Cornamona Pers; oplage 70 ex.)
- 1984 - Drie vergeten gedichten (Terhorst, Ser J.L. Prop; oplage 75 ex.)
- 1984 - Zeven vrijheden (Amsterdam, Printshop; oplage 100 ex.)
- 1985 - Zijn hoofd verliezen (Enkhuizen, Achter de Dromedaris; oplage 20 ex.)
- 1986 - Rustig (Wijhe, Hein Elferink; oplage 50 ex.)
- 1988 - Verzet (Groningen, De Vier Seizoenen; oplage 25 ex.)
- 1988 - Toen ik je zag (met Peter de Jong)(Rotterdam, Bébert; oplage 126 ex.)
- 1991 - Dansschoenen (Amsterdam, De Harmonie; oplage 275 ex.)
- 1991 - Oproepen (Megen, Literafiele Uitgeverij Perifeer; oplage 30 ex.)
- 1992 - Rechterschoenen (Vila Pouca da Beira, Charles Hofman)
- 1994 - Straatfotografie (Landgraaf, Herik; oplage 299 ex.)
- 1994 - Plan voor een tuin (van Klee) (Leiden, De Uitvreter; oplage 190 ex.)
- 1998 - Iemand stelt de vraag (oplage 100 ex.)
- 2001 - Mei 1940, Den Haag (Den Haag, Letterkundig Museum; oplage 150 ex.)
- 2004 - Over en weer (met Cees Nooteboom) (Baarn, Atalanta Pers; oplage 114 ex.)
- 2004 - Bewaarplaats (Den Haag, Letterkundig Museum; oplage 500 ex.)
- 2006 - Acht waterschetsen (met foto's van Erwin Olaf) (Hilversum, Uitgeverij69; oplage 126 ex.)
- 2007 - Solo in een drankzuchtige aprilnacht (Hilversum, Uitgeverij69; oplage 26 ex.)
- 2009 - Openingen (met litho's van Ysbrant) (Antwerpen, Demian/Het Gonst; oplage 75 ex.)
- 2010 - In de namiddag een standbeeld opwinden (Antwerpen, Demian; oplage 350 ex.)
- 2011 - Meisjes van plezier (met litho's van Ysbrant) (Antwerpen, Demian; oplage 90 ex.)
- 2016 - Ten lessons with Timothy (heruitgave van debuut, Antwerpen, Demian; oplage 40 ex.)

## Literaire prijzen
- 1953 - Reina Prinsen Geerligsprijs voor Berchtesgaden
- 1955 - Poëzieprijs van de gemeente Amsterdam voor Gedicht met een moraal
- 1956 - Jan Campert-prijs voor Met man en muis en Het huis waarin ik woonde
- 1958 - Anne Frank-prijs voor Vogels vliegen toch
- 1959 - Prozaprijs van de gemeente Amsterdam voor De jongen met het mes
- 1960 - Prijs van de Amsterdamse Kunstraad voor De jongen met het mes
- 1976 - P.C. Hooft-prijs voor zijn poëtisch oeuvre
- 1987 - Cestoda-prijs
- 2011 - Gouden Ganzenveer
- 2014 - Gouden Schrijfmachine[9]
- 2015 - Prijs der Nederlandse Letteren
- 2018 - Akademie van Kunstenpenning van de KNAW[10]